# 7-Klöster-Weg

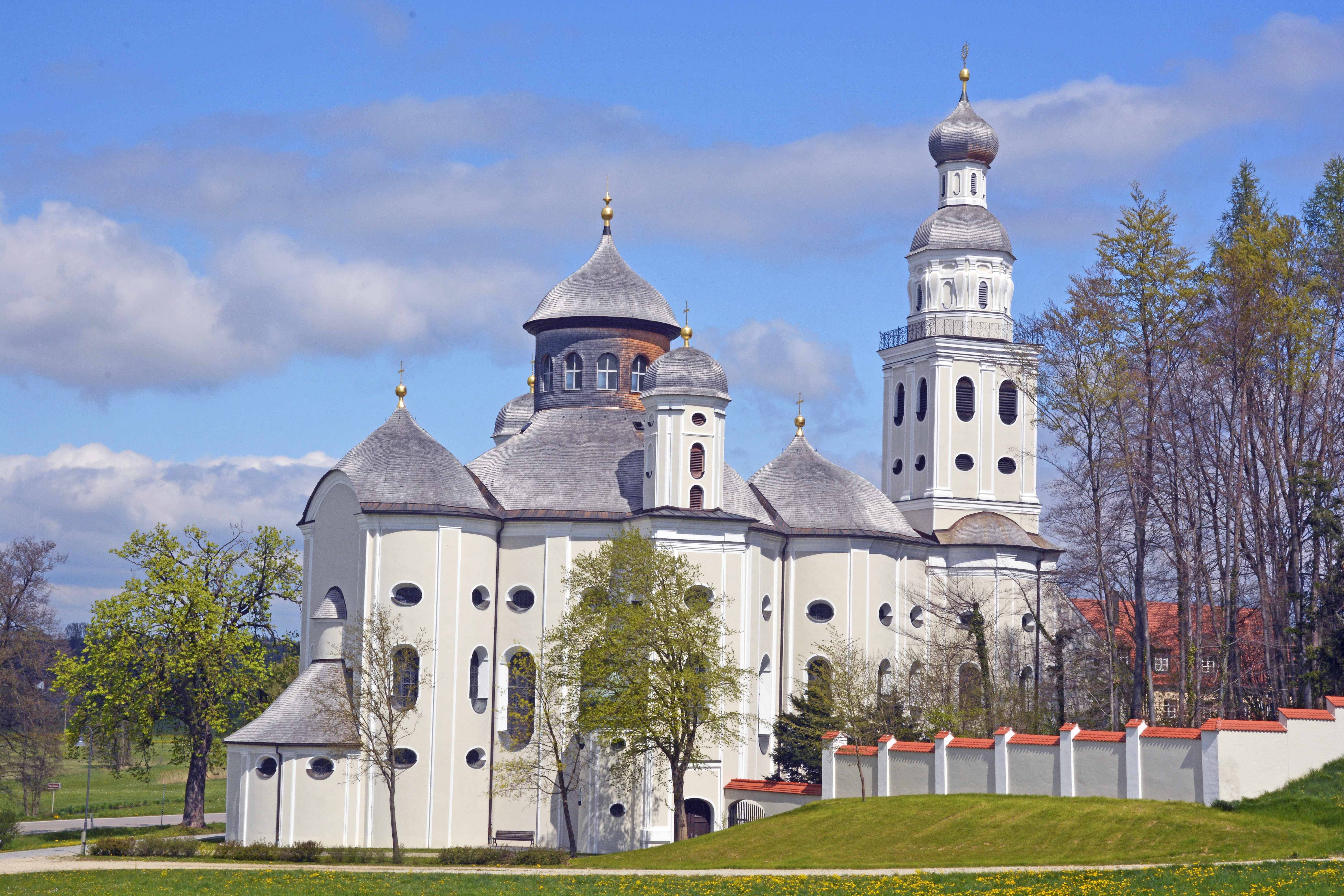
Kloster Maria Birnbaum

Der 7-Klöster-Weg verbindet sieben bestehende oder ehemalige Klöster im Dachauer- und Wittelsbacher Land miteinander. Der gut 100 km lange Weg, der für Fahrradfahrer gedacht ist, führt durch die Landkreise Aichach-Friedberg und Dachau.

## Stationen
Die sieben Klöster sind:
- Kloster Schönbrunn in Röhrmoos,
- Kloster Weichs,
- Kloster Indersdorf

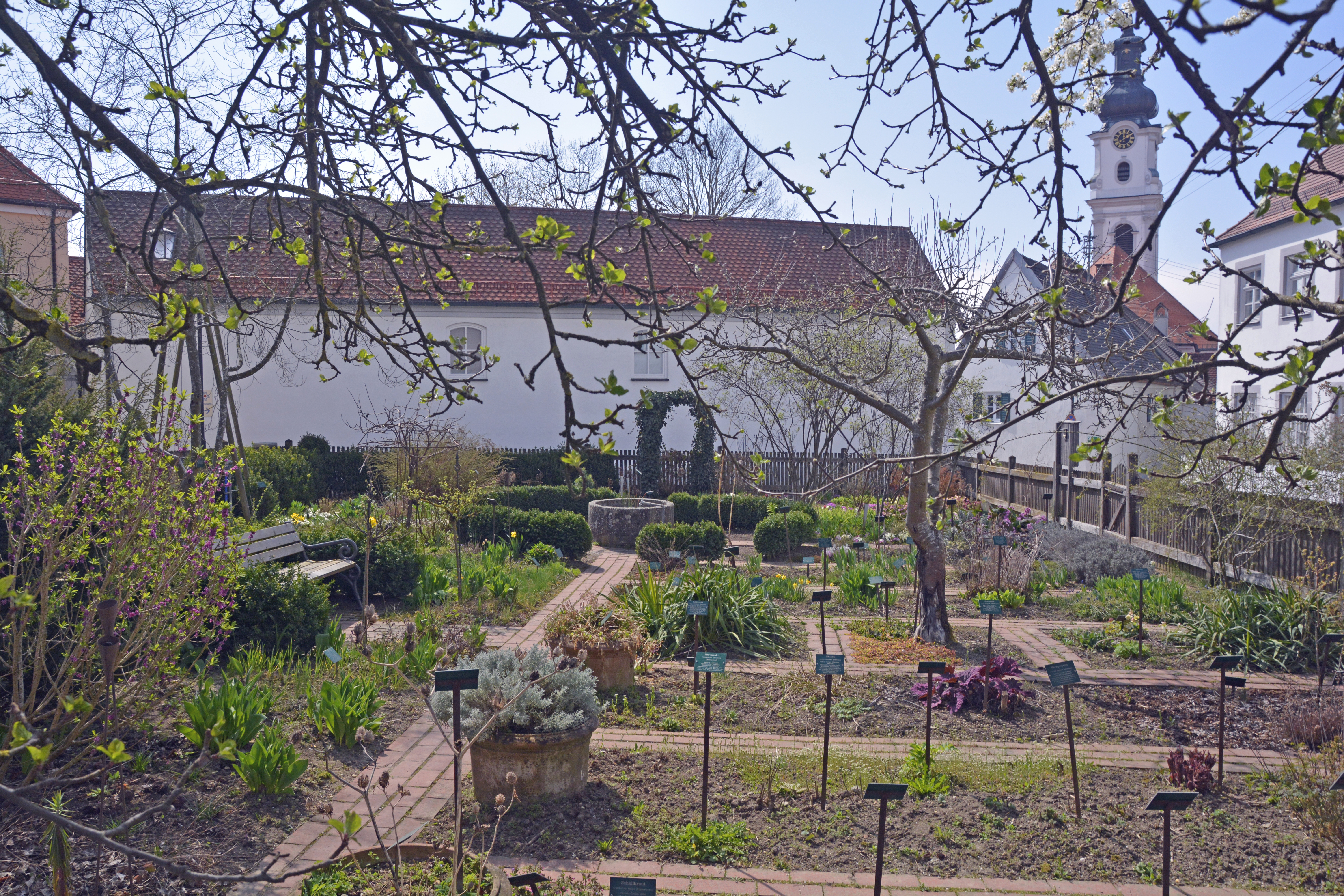
Klostergarten in Altomünster

- Basilika St. Peter und Paul in Petersberg (Erdweg)
- Kloster Altomünster
- Kloster Maria Birnbaum in Sielenbach
- Kloster Taxa bei Odelzhausen.

## Kultur
Die Klöster sollen durch diesen Radweg ins Bewusstsein gerufen und erfahrbar werden. Er ist in beide Richtungen mit dem 7-Klöster-Logo beschildert und kann so von jedem Kloster aus begonnen werden. An vielen Klosterstandorten befinden sich heute noch neben geistlichen Einrichtungen Bildungshäuser, Orte sozialer Integration oder Museen. Die Tour führt zu zahlreichen Wirtshäusern, Klostergaststätten, Cafés und Biergärten. Initiator war der Dachau AGIL e. V.